# Hexapanopeus klausruetzleri
Hexapanopeus klausruetzleri — вид прісноводних крабів родини Panopeidae. Описаний у 2022 році. Він тісно пов’язаний із західноатлантичним видом Hexapanopeus angustifrons, але відрізняється від нього генетично, гладкішими поверхнями панцира та переопод, та більш лобіформними передньобічними зубчиками. 

## Поширення
Відомий з трьох зразків, зібраних у мілких прибережних водах навколо острова Керрі-Боу-Кей за 15 миль від узбережжя Белізу.

## Назва
Назва виду присвоєно на знак визнання американського біолога Клауса Рютцлера, всесвітнього авторитета в галузі біології морських губок, який також керував створенням Смітсонівської морської польової станції на Керрі-Боу-Кей, і протягом багатьох років керував програмою збереження екосистем карибських коралових рифів.